# O Gud, som skiftar allt
O Gud, som skiftar allt är en gammal psalm i fyra verser av Johannes Olearius från 1671. Psalmen inleds med orden:
O Gudh! i tine hand står kranckhet
dödh och lifwet;
En sundan kropp igen af nåde tu haar gifwit
När hoppet uthe war
och döden kom migh när
Så halpft tu HErre migh
som sanna lifwet är
Enligt 1819 års psalmbok översatte/bearbetade Jesper Swedberg texten 1694. Christopher Dahl bearbetade psalmen 1807.
I 1697 års koralbok anges att melodin är densamma som för psalmerna Väl mig i evighet (nr 241), Mitt hjärta, fröjda dig (nr 299), O store Allmakts-Gud (nr 324) och Nu tacka Gud, allt folk (nr 305) vars melodi (2/2, Ess-dur) är skapad av Johann Crüger från 1647, tryckt 1648 i hans Praxis pietatis melica och samma som till den senare skrivna psalmen Med pelarstoder tolv står Herrens helga kyrka. Ursprunget till den tonsättningen är en komposition från Leipzig publicerad 1630/1636, möjligen skapad av Martin Rinkart.
I 1921 års koralbok med 1819 års psalmer anges att psalmen ska sjungas till samma melodi som psalmen Jag vet på vem jag tror som ursprungligen är publicerad i New Ordentlich Gesangbuch 1648.

## Publicerad som
- Nr 333 i 1695 års psalmbok under rubriken "Tacksäijelse efter öfwerstånden siukdom".
- Nr 367 i 1819 års psalmbok under rubriken "Med avseende på särskilda personer, tider och omständigheter: Sjukdom och hälsa: Tacksägelse efter sjukdom".
- Nr 389 i 1937 års psalmbok under rubriken "Trons prövning under frestelser och lidanden".